# Marinica Tepić
Marinica Tepić (născută Ciobanu; sârbă Мариника Тепић (Чобану); n. 8 august 1974, Panciova, RS Serbia, RSF Iugoslavia) este un om politic  și fost jurnalist sârb de etnie română. Este o figură proeminentă a opoziției față de Aleksandar Vučić și partidul acestuia Partidului Progresist Sârb. Ea a fost unul dintre vice-președinții partidului Libertate și Justiție, începând cu anul 2019.